# Selma (Carolina do Norte)
Selma é uma cidade  localizada no estado norte-americano de Carolina do Norte, no Condado de Johnston.

## Demografia
Segundo o censo norte-americano de 2000, a sua população era de 5914 habitantes.
Em 2006, foi estimada uma população de 6779, um aumento de 865 (14.6%).

## Geografia
De acordo com o United States Census Bureau tem uma área de
8,4 km², dos quais 8,4 km² cobertos por terra e 0,0 km² cobertos por água. Selma localiza-se a aproximadamente 47 m acima do nível do mar.

## Localidades na vizinhança
O diagrama seguinte representa as localidades num raio de 12 km ao redor de Selma.